# 清朝户部尚书列表

## 戶部滿尚書
| 序号 | 姓名     | 籍贯   | 上任时间                                  | 任前职务                  | 卸任时间                                  | 卸任原因         |
| ---- | -------- | ------ | ----------------------------------------- | ------------------------- | ----------------------------------------- | ---------------- |
| 1    | 英額爾岱 | 满洲   | 顺治元年 （1644年）                       |                           | 順治五年二月丁卯 （1648年2月24日）        | 去世             |
| 2    | 巴哈納   | 覺羅   | 順治五年三月己酉 （1648年4月6日）         | 固山                      | 順治八年四月辛亥 （1651年5月23日）        | 附多爾袞，革     |
| 3    | 葛達渾   | 滿洲   | 順治七年十二月乙巳 （1651年1月17日）      | 前吏部左侍郎              | 順治八年三月己丑 （1651年5月1日）         | 改左都御史       |
| 4    | 雅賴     | 滿洲   | 順治八年三月己丑 （1651年5月1日）         | 議政大臣                  | 順治八年九月丙戌 （1651年10月25日）       | 解               |
| 5    | 葛達渾   | 滿洲   | 順治八年五月乙酉 （1651年6月26日）        | 左都御史                  | 順治十年三月丙戌 （1653年4月17日）        | 改兵部尚書       |
| 6    | 車克     | 滿洲   | 順治八年九月丙戌 （1651年10月25日）       | 右副都御史                | 順治十二年三月 （1655年）                 | 遷內秘書院大學士 |
| 7    | 郎球     | 滿洲   | 順治十二年五月乙巳 （1655年6月25日）      | 禮部尚書                  | 順治十三年五月乙酉 （1656年5月30日）      | 革               |
| 8    | 車克     | 滿洲   | 順治十三年六月辛巳 （1656年7月25日）      | 內秘書院大學士管          | 順治十八年閏七月庚辰 （1661年8月27日）    | 改管吏部尚書事   |
| 9    | 阿思哈   | 滿洲   | 順治十八年閏七月庚辰 （1661年8月27日）    | 左都御史                  | 康熙元年七月辛卯 （1662年9月2日）         | 改吏部尚書       |
| 10   | 寧古禮   | 滿洲   | 康熙元年七月戊戌 （1662年9月9日）         | 左都御史                  | 康熙二年三月乙酉 （1663年4月24日）        | 去世             |
| 11   | 蘇納海   | 滿洲   | 康熙二年三月甲戌 （1663年4月13日）        | 內國史院大學士管          | 康熙五年十二月庚申 （1667年1月8日）       | 革               |
| 12   | 馬希納   | 滿洲   | 康熙五年十二月甲子 （1667年1月12日）      | 督捕                      | 康熙八年六月壬戌 （1669年6月28日）        | 改吏部尚書       |
| 13   | 馬爾賽   | 滿洲   | 康熙六年十二月戊子 （1668年1月31日）      | 工部尚書                  | 康熙八年六月庚辰 （1669年7月16日）        | 增設滿尚書裁撤   |
| 14   | 米思翰   | 滿洲   | 康熙八年六月壬申 （1669年7月8日）         | 禮部右侍郎                | 康熙十四年二月辛丑 （1675年3月8日）       | 去世             |
| 15   | 勒德洪   | 覺羅   | 康熙十四年四月己丑 （1675年4月25日）      | 吏部左侍郎                | 康熙十六年七月甲辰 （1677年8月27日）      | 遷武英殿大學士   |
| 16   | 伊桑阿   | 滿洲   | 康熙十六年八月辛未 （1677年9月23日）      | 工部尚書                  | 康熙二十二年六月戊寅 （1683年7月1日）     | 改吏部尚書       |
| 17   | 杭艾     | 滿洲   | 康熙二十二年六月癸未 （1683年7月6日）     | 兵部尚書                  | 康熙二十三年十二月乙巳 （1685年1月18日）  | 改禮部尚書       |
| 18   | 科爾坤   | 滿洲   | 康熙二十三年十二月乙巳 （1685年1月18日）  | 左都御史                  | 康熙二十六年九月甲申 （1687年10月14日）   | 改吏部尚書       |
| 19   | 佛倫     | 滿洲   | 康熙二十六年九月戊子 （1687年10月18日）   | 刑部尚書                  | 康熙二十七年二月壬子 （1688年3月10日）    | 解               |
| 20   | 鄂爾多   | 滿洲   | 康熙二十七年二月丙辰 （1688年3月14日）    | 兵部尚書                  | 康熙二十八年五月乙巳 （1689年6月26日）    | 改吏部尚書       |
| 21   | 麻爾圖   | 滿洲   | 康熙二十八年五月乙巳 （1689年6月26日）    | 禮部尚書                  | 康熙二十九年正月癸卯 （1690年2月19日）    | 降五級調任       |
| 22   | 蘇赫     | 滿洲   | 康熙二十九年正月己酉 （1690年2月25日）    | 工部尚書                  | 康熙三十年閏七月庚申 （1691年8月30日）    | 改吏部尚書       |
| 23   | 席勒納   | 滿洲   | 康熙三十年閏七月庚申 （1691年8月30日）    | 禮部左侍郎 翰林院掌院學士 | 康熙三十一年二月庚子 （1692年4月6日）     | 改吏部尚書       |
| 24   | 馬齊     | 滿洲   | 康熙三十一年二月乙巳 （1692年4月11日）    | 兵部尚書                  | 康熙四十年十月壬申 （1701年11月18日）     | 武英殿大學士卸管 |
| 25   | 凱音布   | 滿洲   | 康熙四十年十月壬申 （1701年11月18日）     | 禮部左侍郎                | 康熙四十五年十二月乙巳 （1707年1月24日）  | 改禮部尚書       |
| 26   | 希福納   | 滿洲   | 康熙十六年正月庚午 （1707年2月18日）      | 工部尚書                  | 康熙四十九年九月辛亥 （1710年11月10日）   | 革               |
| 27   | 穆和倫   | 滿洲   | 康熙四十九年九月辛酉 （1710年11月20日）   | 禮部尚書                  | 康熙五十四年十月戊辰 （1715年11月1日）    | 休               |
| 28   | 穆和倫   | 滿洲   | 康熙五十五年五月辛酉 （1716年6月21日）    | 原任復授                  | 康熙五十七年四月辛卯 （1718年5月12日）    | 降調             |
| 29   | 孫渣濟   | 滿洲   | 康熙五十七年四月甲午 （1718年5月15日）    | 工部尚書                  | 雍正元年十月癸酉 （1723年11月24日）       | 改工部尚書       |
| 30   | 徐元夢   | 滿洲   | 雍正元年十月癸酉 （1723年11月24日）       | 工部尚書                  | 雍正四年八月己巳 （1726年9月5日）         | 革               |
| 31   | 范時繹   | 滿洲   | 雍正六年三月戊午 （1728年4月16日）        | 兩江總督                  | 雍正八年五月癸酉 （1730年6月20日）        | 革               |
| 32   | 德明     | 滿洲   | 雍正八年五月癸酉 （1730年6月20日）        | 刑部尚書                  | 雍正十年四月癸卯 （1732年5月10日）        | 去世             |
| 33   | 海壽     | 滿洲   | 雍正十年四月乙巳 （1732年5月12日）        | 刑部尚書                  | 雍正十年七月丙申 （1732年8月31日）        | 改管刑部         |
| 34   | 鄂爾奇   | 滿洲   | 雍正十年七月丙申 （1732年8月31日）        | 兵部尚書                  | 雍正十一年九月癸丑 （1733年10月30日）     | 革               |
| 35   | 慶復     | 滿洲   | 雍正十一年十月甲寅 （1733年11月12日）     | 署理刑部尚書              | 雍正十三年 （1735年）                     | 差               |
| 36   | 海望     | 滿洲   | 雍正十三年十月甲申 （1735年12月2日）      | 戶部左侍郎                | 乾隆十二年三月丙午 （1747年4月25日）      | 改禮部尚書       |
| 37   | 傅恒     | 滿洲   | 乾隆十二年三月丙午 （1747年4月25日）      | 戶部左侍郎                | 乾隆十三年十月丁亥 （1748年11月26日）     | 遷保和殿大學士   |
| 38   | 尹繼善   | 滿洲   | 乾隆十三年十月乙酉 （1748年11月24日）     | 兩廣總督                  | 乾隆十三年十一月庚辰 （1749年1月18日）    | 改陝甘總督       |
| 39   | 舒赫德   | 滿洲   | 乾隆十三年十一月庚辰 （1749年1月18日）    | 兵部尚書                  | 乾隆十四年十二月辛卯 （1750年1月24日）    | 改兵部尚書       |
| 40   | 海望     | 滿洲   | 乾隆十四年十二月辛卯 （1750年1月24日）    | 禮部尚書                  | 乾隆二十年九月己亥 （1755年11月2日）      | 去世             |
| 41   | 阿里袞   | 滿洲   | 乾隆二十年十月甲辰 （1755年11月7日）      | 戶部右侍郎                | 乾隆二十二年二月乙酉 （1757年4月1日）     | 遷戶部左侍郎     |
| 42   | 兆惠     | 滿洲   | 乾隆二十二年二月乙酉 （1757年4月1日）     | 戶部左侍郎                | 乾隆二十九年十一月乙丑 （1764年12月10日） | 去世             |
| 43   | 阿里袞   | 滿洲   | 乾隆二十九年十一月丁卯 （1764年12月12日） | 兵部尚書                  | 乾隆三十四年十一月乙酉 （1769年12月4日）  | 去世             |
| 44   | 官保     | 滿洲   | 乾隆三十四年十一月乙酉 （1769年12月4日）  | 刑部尚書                  | 乾隆三十五年六月丁亥 （1770年8月3日）     | 調刑部尚書       |
| 45   | 素爾訥   | 滿洲   | 乾隆三十五年六月丁亥 （1770年8月3日）     | 刑部尚書                  | 乾隆三十六年十一月丁巳 （1771年12月16日） | 改理藩院尚書     |
| 46   | 舒赫德   | 滿洲   | 乾隆三十六年十一月丁巳 （1771年12月16日） | 前刑部尚書 伊犁將軍       | 乾隆三十八年七月甲子 （1773年8月24日）    | 遷武英殿大學士   |
| 47   | 阿桂     | 滿洲   | 乾隆三十八年七月甲子 （1773年8月24日）    | 禮部尚書                  | 乾隆四十一年正月己丑 （1776年3月6日）     | 改吏部尚書       |
| 48   | 豐昇額   | 滿洲   | 乾隆四十一年正月己丑 （1776年3月6日）     | 兵部尚書                  | 乾隆四十二年十月戊戌 （1777年11月5日）    | 去世             |
| 49   | 英廉     | 滿洲   | 乾隆四十二年十月戊戌 （1777年11月5日）    | 刑部尚書                  | 乾隆四十五年三月辛丑 （1780年4月26日）    | 遷東閣大學士     |
| 50   | 和珅     | 滿洲   | 乾隆四十五年三月辛丑 （1780年4月26日）    | 戶部左侍郎                | 乾隆四十九年七月癸酉 （1784年9月4日）     | 改吏部尚書       |
| 51   | 福康安   | 滿洲   | 乾隆四十九年七月癸酉 （1784年9月4日）     | 兵部尚書                  | 乾隆五十一年閏七月乙未 （1786年9月16日）  | 改吏部尚書       |
| 52   | 福長安   | 滿洲   | 乾隆五十一年閏七月乙未 （1786年9月16日）  | 戶部左侍郎                | 乾隆五十一年九月甲午 （1786年11月14日）   | 改署理兵部尚書   |
| 53   | 綽克託   | 滿洲   | 乾隆五十一年九月甲午 （1786年11月14日）   | 署理兵部尚書              | 乾隆五十四年七月庚子 （1789年9月5日）     | 去世             |
| 54   | 巴延三   | 覺羅   | 乾隆五十四年七月丙午 （1789年9月11日）    | 陝西巡撫                  | 乾隆五十六年十月癸丑 （1791年11月7日）    | 革               |
| 55   | 福長安   | 滿洲   | 乾隆五十六年十月癸丑 （1791年11月7日）    | 工部尚書                  | 嘉慶四年正月丁卯 （1799年2月12日）        | 革               |
| 56   | 松筠     | 滿洲   | 嘉慶四年正月戊辰 （1799年2月13日）        | 工部尚書                  | 嘉慶四年二月己丑 （1799年3月6日）         | 改陝甘總督       |
| 57   | 布彥達賚 | 蒙古   | 嘉慶四年二月庚寅 （1799年3月7日）         | 戶部左侍郎                | 嘉慶六年正月辛巳 （1801年2月16日）        | 去世             |
| 58   | 傅森     | 滿洲   | 嘉慶六年正月壬午 （1801年2月17日）        | 兵部尚書                  | 嘉慶六年二月癸酉 （1801年4月9日）         | 去世             |
| 59   | 成德     | 滿洲   | 嘉慶六年二月癸酉 （1801年4月9日）         | 刑部尚書                  | 嘉慶七年三月辛卯 （1802年4月22日）        | 去世             |
| 60   | 祿康     | 宗室   | 嘉慶七年三月辛卯 （1802年4月22日）        | 步軍統領                  | 嘉慶十一年十一月庚申 （1805年12月26日）   | 遷東閣大學士     |
| 61   | 德瑛     | 宗室   | 嘉慶十一年十一月庚申 （1805年12月26日）   | 吏部尚書                  | 嘉慶十四年十二月辛丑 （1809年1月20日）    | 降工部左侍郎     |
| 62   | 祿康     | 宗室   | 嘉慶十四年十二月辛丑 （1809年1月20日）    | 東閣大學士                | 嘉慶十五年五月癸亥 （1810年6月11日）      | 遷東閣大學士     |
| 63   | 託津     | 滿洲   | 嘉慶十五年五月癸亥 （1810年6月11日）      | 工部尚書                  | 嘉慶十九年八月辛未 （1814年9月26日）      | 遷東閣大學士     |
| 64   | 瑚圖禮   | 滿洲   | 嘉慶十九年八月辛未 （1814年9月26日）      | 兵部尚書                  | 嘉慶十九年九月乙未 （1814年10月20日）     | 調禮部尚書       |
| 65   | 景安     | 滿洲   | 嘉慶十九年九月乙未 （1814年10月20日）     | 禮部尚書                  | 嘉慶二十五年十月戊子 （1820年11月10日）   | 解               |
| 66   | 英和     | 滿洲   | 嘉慶二十五年十月戊子 （1820年11月10日）   | 吏部尚書                  | 道光六年十二月戊午 （1827年1月8日）       | 改理藩院尚書     |
| 67   | 禧恩     | 滿洲   | 道光六年十二月戊午 （1827年1月8日）       | 工部尚書                  | 道光十三年五月丁酉 （1833年7月14日）      | 革，授理藩院尚書 |
| 68   | 穆彰阿   | 滿洲   | 道光十三年五月丁酉 （1833年7月14日）      | 工部尚書                  | 道光十四年十一月丙戌 （1834年12月25日）   | 改吏部尚書       |
| 69   | 耆英     | 宗室   | 道光十四年十一月丙戌 （1834年12月25日）   | 工部尚書                  | 道光十六年七月庚子 （1836年8月30日）      | 改吏部尚書       |
| 70   | 奕顥     | 宗室   | 道光十六年七月庚子 （1836年8月30日）      | 兵部尚書                  | 道光十八年閏四月庚寅 （1838年6月11日）    | 改兵部尚書       |
| 71   | 奕紀     | 宗室   | 道光十八年閏四月庚寅 （1838年6月11日）    | 禮部尚書                  | 道光二十年正月己亥 （1840年2月10日）      | 革               |
| 72   | 隆文     | 滿洲   | 道光二十年正月己亥 （1840年2月10日）      | 刑部尚書                  | 道光二十一年五月己卯 （1841年7月14日）    | 去世             |
| 73   | 敬徵     | 宗室   | 道光二十一年五月己卯 （1841年7月14日）    | 工部尚書                  | 道光二十五年二月癸丑 （1845年3月29日）    | 革               |
| 74   | 賽尚阿   | 滿洲   | 道光二十五年二月癸丑 （1845年3月29日）    | 工部尚書                  | 咸豐元年正月戊子 （1851年2月1日）         | 遷文華殿大學士   |
| 75   | 裕誠     | 滿洲   | 咸豐元年正月戊子 （1851年2月1日）         | 兵部尚書                  | 咸豐二年正月辛酉 （1852年2月29日）        | 遷文華殿大學士   |
| 76   | 禧恩     | 宗室   | 咸豐二年正月辛酉 （1852年2月29日）        | 戶部左侍郎                | 咸豐二年十一月甲子 （1852年12月28日）     | 去世             |
| 77   | 文慶     | 滿洲   | 咸豐二年十一月甲子 （1852年12月28日）     | 內閣學士                  | 咸豐五年十二月乙巳 （1856年1月23日）      | 遷文淵閣大學士   |
| 78   | 柏葰     | 蒙古   | 咸豐五年十二月乙巳 （1856年1月23日）      | 熱河都統                  | 咸豐八年九月壬午 （1858年10月16日）       | 遷文淵閣大學士   |
| 79   | 瑞麟     | 滿洲   | 咸豐八年九月壬午 （1858年10月16日）       | 禮部尚書                  | 咸豐八年十二月庚午 （1859年2月1日）       | 遷文淵閣大學士   |
| 80   | 肅順     | 宗室   | 咸豐八年十二月庚午 （1859年2月1日）       | 禮部尚書                  | 咸豐十一年九月乙卯 （1861年11月2日）      | 解               |
| 81   | 瑞常     | 蒙古   | 咸豐十一年九月丙辰 （1861年11月3日）      | 工部尚書                  | 同治元年二月辛酉 （1862年3月8日）         | 改吏部尚書       |
| 82   | 寶鋆     | 滿洲   | 同治元年二月辛酉 （1862年3月8日）         | 戶部左侍郎                | 同治十一年六月甲子 （1872年7月16日）      | 改吏部尚書       |
| 83   | 載齡     | 宗室   | 同治十一年六月甲子 （1872年7月16日）      | 兵部尚書                  | 光緒三年正月癸亥 （1877年2月19日）        | 改吏部尚書       |
| 84   | 魁齡     | 宗室   | 光緒三年正月癸亥 （1877年2月19日）        | 工部尚書                  | 光緒四年五月癸亥 （1878年6月14日）        | 病免             |
| 85   | 景廉     | 滿洲   | 光緒四年五月甲子 （1878年6月15日）        | 工部尚書                  | 光緒九年六月庚午 （1883年7月25日）        | 降二級調用       |
| 86   | 額勒和布 | 滿洲   | 光緒九年六月庚午 （1883年7月25日）        | 理藩院尚書                | 光緒十年九月甲子 （1884年11月10日）       | 遷體仁閣大學士   |
| 87   | 崇綺     | 蒙古   | 光緒十年九月乙丑 （1884年11月11日）       | 前盛京將軍                | 光緒十一年十一月癸亥 （1886年1月3日）     | 改吏部尚書       |
| 88   | 福錕     | 宗室   | 光緒十一年十一月癸亥 （1886年1月3日）     | 工部尚書                  | 光緒十八年八月甲申 （1892年10月19日）     | 遷體仁閣大學士   |
| 89   | 熙敬     | 滿洲   | 光緒十八年八月甲申 （1892年10月19日）     | 工部尚書                  | 光緒二十一年六月庚寅 （1895年8月11日）    | 改吏部尚書       |
| 90   | 敬信     | 宗室   | 光緒二十一年六月庚寅 （1895年8月11日）    | 兵部尚書                  | 光緒二十六年三月庚申 （1900年4月17日）    | 改兵部尚書       |
| 91   | 立山     | 蒙古   | 光緒二十六年三月庚申 （1900年4月17日）    | 戶部左侍郎                | 光緒二十六年六月庚寅 （1900年7月16日）    | 革               |
| 92   | 崇綺     | 蒙古   | 光緒二十六年六月庚寅 （1900年7月16日）    | 前吏部尚書                | 光緒二十六年八月壬午 （1900年9月16日）    | 去世             |
| 93   | 敬信     | 宗室   | 光緒二十六年八月甲申 （1900年9月8日）     | 兵部尚書                  | 光緒二十六年九月癸酉 （1900年10月27日）   | 改吏部尚書       |
| 94   | 崇禮     | 漢軍旗 | 光緒二十六年九月癸酉 （1900年10月27日）   | 刑部尚書                  | 光緒二十九年四月辛亥 （1903年5月23日）    | 遷文淵閣大學士   |
| 95   | 那桐     | 滿洲   | 光緒二十九年四月辛亥 （1903年5月23日）    | 戶部右侍郎                | 光緒二十九年九月丙申 （1903年11月4日）    | 改外務部會辦大臣 |
| 96   | 榮慶     | 蒙古   | 光緒二十九年九月丙申 （1903年11月4日）    | 禮部尚書                  | 光緒三十一年十一月己卯 （1905年12月6日）  | 改學部大臣       |
| 97   | 鐵良     | 滿洲   | 光緒三十一年十一月己卯 （1905年12月6日）  | 戶部右侍郎 兼署理兵部尚書 | 光緒三十二年九月甲寅 （1906年11月6日）    | 裁撤             |
| 序号 | 姓名     | 籍贯   | 上任时间                                  | 任前职务                  | 卸任时间                                  | 卸任原因         |

## 户部汉尚书
| 序号 | 姓名   | 籍贯       | 上任时间                                  | 任前职务       | 卸任时间                                  | 卸任原因         |
| ---- | ------ | ---------- | ----------------------------------------- | -------------- | ----------------------------------------- | ---------------- |
| 1    | 謝啓光 | 山東章邱   | 順治五年七月丁丑 （1648年9月1日）         | 倉場侍郎       | 順治八年閏二月甲寅 （1651年3月27日）      | 改工部尚書       |
| 2    | 黨崇雅 | 陕西宝鸡   | 順治八年閏二月甲寅 （1651年3月27日）      | 刑部尚書       | 順治九年十月 （1652年）                   | 免               |
| 3    | 劉餘祐 | 顺天宛平   | 順治九年十月壬子 （1652年11月14日）       | 刑部尚書       | 順治十年二月辛酉 （1653年3月23日）        | 革               |
| 4    | 陳之遴 | 浙江海宁   | 順治十年二月甲寅 （1653年3月16日）        | 內弘文院大學士 | 順治十二年二月庚辰 （1655年4月1日）       | 遷內弘文院大學士 |
| 5    | 戴明說 | 直隸滄州   | 順治十二年三月戊子 （1655年4月9日）       | 刑部左侍郎     | 順治十三年四月己酉 （1656年4月24日）      | 降四級調任       |
| 6    | 孫廷銓 | 山东益都   | 順治十三年四月己巳 （1656年5月14日）      | 兵部尚書       | 順治十五年六月丁卯 （1658年7月1日）       | 改吏部尚書       |
| 7    | 王宏祚 | 云南保山   | 順治十五年七月己酉 （1658年8月12日）      | 戶部左侍郎     | 順治十八年六月甲申 （1661年7月2日）       | 省假             |
| 8    | 杜立德 | 直隶宝坻   | 順治十八年七月甲寅 （1661年8月1日）       | 刑部尚書       | 康熙三年十一月丁未 （1665年1月5日）       | 改吏部尚書       |
| 9    | 王宏祚 | 云南保山   | 康熙三年十一月丁未 （1665年1月5日）       | 刑部尚書       | 康熙七年八月壬申 （1668年9月11日）        | 革               |
| 10   | 黃機   | 浙江钱塘   | 康熙七年八月辛巳 （1668年9月20日）        | 禮部尚書       | 康熙八年四月庚辰 （1669年5月17日）        | 改吏部尚書       |
| 11   | 郝惟訥 | 直隶霸州   | 康熙八年四月己丑 （1669年5月26日）        | 禮部尚書       | 康熙十一年二月丁亥 （1672年3月9日）       | 改吏部尚書       |
| 12   | 梁清標 | 直隶正定   | 康熙十一年二月丁酉 （1672年3月19日）      | 刑部尚書       | 康熙二十三年九月丁卯 （1684年10月12日）   | 管兵部尚書       |
| 13   | 余國柱 | 湖北大冶   | 康熙二十三年九月丁卯 （1684年10月12日）   | 左都御史       | 康熙二十六年二月甲寅 （1687年3月18日）    | 遷武英殿大學士   |
| 14   | 陳廷敬 | 山西阳城   | 康熙二十六年二月己未 （1687年3月23日）    | 工部尚書       | 康熙二十六年九月戊子 （1687年10月18日）   | 改吏部尚書       |
| 15   | 王日藻 | 江南华亭   | 康熙二十六年九月丙申 （1687年10月26日）   | 工部尚書       | 康熙二十七年十二月壬子 （1689年1月4日）   | 省假             |
| 16   | 徐元文 | 江苏昆山   | 康熙二十七年十二月戊午 （1689年1月10日）  | 刑部尚書       | 康熙二十八年五月乙巳 （1689年6月26日）    | 遷文華殿大學士   |
| 17   | 王騭   | 山东福山   | 康熙二十八年五月丁未 （1689年6月28日）    | 閩浙總督       | 康熙三十三年三月戊午 （1694年4月14日）    | 去世             |
| 18   | 陳廷敬 | 山西阳城   | 康熙三十三年十一月戊寅 （1693年12月30日） | 原刑部尚書     | 康熙三十八年十一月己亥 （1699年12月25日） | 改吏部尚書       |
| 19   | 李振裕 | 江西吉水   | 康熙三十八年十一月己亥 （1699年12月25日） | 刑部尚書       | 康熙四十三年十月庚辰 （1704年11月10日）   | 改禮部尚書       |
| 20   | 徐潮   | 浙江钱塘   | 康熙四十三年十月庚辰 （1704年11月10日）   | 河南巡撫       | 康熙四十七年四月己酉 （1708年5月22日）    | 改吏部尚書       |
| 21   | 王鴻緒 | 江南娄县   | 康熙四十七年四月己酉 （1708年5月22日）    | 工部尚書       | 康熙四十八年正月乙未 （1709年3月4日）     | 休               |
| 22   | 張鵬翮 | 四川遂宁   | 康熙四十八年二月庚午 （1709年4月8日）     | 刑部尚書       | 康熙五十二年十月丙子 （1713年11月19日）   | 改吏部尚書       |
| 23   | 趙申喬 | 江南武进   | 康熙五十二年十月丙子 （1713年11月19日）   | 左都御史       | 康熙五十九年四月戊午 （1720年5月28日）    | 休               |
| 24   | 田從典 | 山西阳城   | 康熙五十九年十一月戊寅 （1720年12月14日） | 左都御史       | 雍正元年九月壬午 （1723年10月4日）        | 改吏部尚書       |
| 25   | 張廷玉 | 安徽桐城   | 雍正元年九月壬午 （1723年10月4日）        | 禮部尚書       | 雍正四年二月辛卯 （1726年3月31日）        | 遷文淵閣大學士   |
| 26   | 蔣廷錫 | 江苏常熟   | 雍正四年二月辛卯 （1726年3月31日）        | 戶部左侍郎     | 雍正十年七月乙巳 （1732年9月9日）         | 去世             |
| 27   | 彭維新 | 湖南茶陵   | 雍正十年九月丁未 （1732年10月10日）       | 左都御史       | 雍正十一年十二月己未 （1734年1月16日）    | 解、革           |
| 28   | 史貽直 | 江苏溧阳   | 雍正十一年十二月己未 （1734年1月16日）    | 兵部尚書       | 乾隆三年七月乙丑 （1738年8月29日）        | 調工部尚書       |
| 29   | 高其倬 | 汉军镶黄旗 | 乾隆三年七月乙丑 （1738年8月29日）        | 工部尚書       | 乾隆三年十月甲午 （1738年11月26日）       | 去世             |
| 30   | 任蘭枝 | 江苏溧阳   | 乾隆三年十月丙申 （1738年11月28日）       | 禮部尚書       | 乾隆四年正月壬申 （1739年3月4日）         | 改禮部尚書       |
| 31   | 陳惪華 | 江苏沭阳   | 乾隆四年正月壬申 （1739年3月4日）         | 刑部左侍郎     | 乾隆七年七月己巳 （1742年8月12日）        | 改兵部尚書       |
| 32   | 徐本   | 浙江钱塘   | 乾隆七年七月己巳 （1742年8月12日）        | 東閣大學士兼   | 乾隆八年十月己巳 （1743年12月5日）        | 去兼             |
| 33   | 劉於義 | 江苏武进   | 乾隆八年十月己巳 （1743年12月5日）        | 山西巡撫       | 乾隆九年正月辛巳 （1744年2月15日）        | 改吏部尚書       |
| 34   | 張楷   | 河南长垣   | 乾隆九年正月辛巳 （1744年2月15日）        | 倉場侍郎       | 乾隆九年二月丁丑 （1744年4月11日）        | 去世             |
| 35   | 阿爾賽 | 汉军正黄旗 | 乾隆九年二月丁丑 （1744年4月11日）        | 湖廣總督       | 乾隆十年五月辛卯 （1745年6月19日）        | 去世             |
| 36   | 梁詩正 | 浙江钱塘   | 乾隆十年五月辛卯 （1745年6月19日）        | 戶部左侍郎     | 乾隆十三年四月乙丑 （1748年5月8日）       | 遷保和殿大學士   |
| 37   | 蔣溥   | 江苏常熟   | 乾隆十三年四月乙丑 （1748年5月8日）       | 吏部左侍郎     | 乾隆二十四年正月癸卯 （1759年2月18日）    | 遷武英殿大學士   |
| 38   | 李元亮 | 汉军镶黄旗 | 乾隆二十四年正月癸卯 （1759年2月18日）    | 兵部尚書       | 乾隆二十六年四月壬辰 （1761年5月27日）    | 去世             |
| 39   | 李侍堯 | 汉军镶黄旗 | 乾隆二十六年四月壬辰 （1761年5月27日）    | 兩廣總督       | 乾隆二十八年五月甲戌 （1763年6月28日）    | 改湖廣總督       |
| 40   | 劉綸   | 江苏武进   | 乾隆二十八年五月甲戌 （1763年6月28日）    | 兵部尚書       | 乾隆三十年正月癸丑 （1766年1月27日）      | 憂免             |
| 41   | 于敏中 | 江苏金坛   | 乾隆三十年正月癸丑 （1766年1月27日）      | 戶部左侍郎     | 乾隆三十八年八月戊子 （1773年9月17日）    | 遷文華殿大學士   |
| 42   | 王際華 | 浙江钱塘   | 乾隆三十八年八月己丑 （1773年9月18日）    | 禮部尚書       | 乾隆四十一年三月辛卯 （1776年5月7日）     | 去世             |
| 43   | 袁守侗 | 山东长山   | 乾隆四十一年三月辛卯 （1776年5月7日）     | 吏部左侍郎     | 乾隆四十二年十一月甲戌 （1777年12月17日） | 改刑部尚書       |
| 44   | 梁國治 | 浙江会稽   | 乾隆四十二年十一月甲戌 （1777年12月17日） | 戶部左侍郎     | 乾隆五十年五月丙子 （1785年7月4日）       | 遷東閣大學士     |
| 45   | 曹文埴 | 安徽歙縣   | 乾隆五十年五月丙子 （1785年7月4日）       | 戶部右侍郎     | 乾隆五十二年正月庚寅 （1787年3月10日）    | 乞養             |
| 46   | 董誥   | 浙江富阳   | 乾隆五十二年正月庚寅 （1787年3月10日）    | 戶部左侍郎     | 嘉慶元年十月己卯 （1796年11月6日）        | 遷東閣大學士     |
| 47   | 范宜恒 | 汉军镶黄旗 | 嘉慶元年十月己卯 （1796年11月6日）        | 工部右侍郎     | 嘉慶二年八月丙辰 （1797年10月9日）        | 去世             |
| 48   | 沈初   | 浙江平湖   | 嘉慶二年八月丙辰 （1797年10月9日）        | 吏部尚書       | 嘉慶四年三月丙戌 （1799年5月2日）         | 去世             |
| 49   | 范建中 | 汉军镶黄旗 | 嘉慶四年三月庚申 （1799年4月6日）         | 戶部左侍郎     | 嘉慶四年十月壬辰 （1799年11月4日）        | 改左都御史       |
| 50   | 朱珪   | 顺天大兴   | 嘉慶四年十月壬辰 （1799年11月4日）        | 吏部尚書       | 嘉慶十年正月辛亥 （1805年2月25日）        | 遷體仁閣大學士   |
| 51   | 戴衢亨 | 安徽休寧   | 嘉慶十年正月辛亥 （1805年2月25日）        | 工部尚書       | 嘉慶十四年七月丁卯 （1809年8月19日）      | 工部尚書         |
| 52   | 曹振鏞 | 安徽歙县   | 嘉慶十四年七月丁卯 （1809年8月19日）      | 工部尚書       | 嘉慶十八年九月庚辰 （1813年10月10日）     | 改吏部尚書       |
| 53   | 潘世恩 | 江苏吴县   | 嘉慶十八年九月庚辰 （1813年10月10日）     | 工部尚書       | 嘉慶十九年六月辛巳 （1814年8月7日）       | 憂免             |
| 54   | 劉鐶之 | 山东诸城   | 嘉慶十九年六月辛巳 （1814年8月7日）       | 兵部尚書       | 嘉慶二十二年九月辛酉 （1817年10月30日）   | 降               |
| 55   | 盧蔭溥 | 山東德州   | 嘉慶二十二年九月辛酉 （1817年10月30日）   | 兵部尚書       | 嘉慶二十五年九月壬戌 （1820年10月15日）   | 改工部尚書       |
| 56   | 黃鉞   | 安徽当涂   | 嘉慶二十五年九月壬戌 （1820年10月15日）   | 禮部尚書       | 道光六年九月庚辰 （1826年10月2日）        | 病免             |
| 57   | 王鼎   | 陕西蒲城   | 道光六年九月庚辰 （1826年10月2日）        | 署理工部左侍郎 | 道光十八年五月癸丑 （1838年7月11日）      | 遷東閣大學士     |
| 58   | 湯金釗 | 浙江萧山   | 道光十八年五月癸丑 （1838年7月11日）      | 吏部尚書       | 道光十八年九月乙丑 （1838年11月13日）     | 改吏部尚書       |
| 59   | 吳椿   | 安徽歙县   | 道光十八年九月乙丑 （1838年11月13日）     | 禮部尚書       | 道光十九年三月辛丑 （1839年4月18日）      | 病免             |
| 60   | 何凌漢 | 湖南道州   | 道光十九年三月辛丑 （1839年4月18日）      | 工部尚書       | 道光二十年二月丁卯 （1840年3月9日）       | 去世             |
| 61   | 卓秉恬 | 四川华阳   | 道光二十年二月丁卯 （1840年3月9日）       | 兵部尚書       | 道光二十一年閏三月丙寅 （1841年5月2日）   | 改吏部尚書       |
| 62   | 祁寯藻 | 山西寿阳   | 道光二十一年閏三月丙寅 （1841年5月2日）   | 兵部尚書       | 道光三十年六月癸亥 （1850年7月11日）      | 遷體仁閣大學士   |
| 63   | 孫瑞珍 | 山东济宁   | 道光三十年六月癸亥 （1850年7月11日）      | 工部尚書       | 咸豐四年五月辛丑 （1854年5月29日）        | 病免             |
| 64   | 朱鳳標 | 浙江萧山   | 咸豐四年五月辛丑 （1854年5月29日）        | 刑部尚書       | 咸豐六年十一月癸酉 （1856年12月16日）     | 改兵部尚書       |
| 65   | 翁心存 | 江苏常熟   | 咸豐六年十一月癸酉 （1856年12月16日）     | 吏部尚書       | 咸豐八年九月壬午 （1858年10月16日）       | 遷體仁閣大學士   |
| 66   | 朱鳳標 | 浙江萧山   | 咸豐八年九月壬午 （1858年10月16日）       | 兵部尚書       | 咸豐九年二月甲寅 （1859年3月17日）        | 革               |
| 67   | 周祖培 | 河南商城   | 咸豐九年二月乙卯 （1859年3月18日）        | 吏部尚書       | 咸豐十年十二月丙戌 （1861年2月6日）       | 遷體仁閣大學士   |
| 68   | 沈兆霖 | 浙江錢塘   | 咸豐十年十二月丙戌 （1861年2月6日）       | 兵部尚書       | 同治元年七月庚子 （1862年8月14日）        | 去世             |
| 69   | 羅惇衍 | 广东顺德   | 同治元年七月庚子 （1862年8月14日）        | 左都御史       | 同治八年六月辛酉 （1869年7月29日）        | 憂免             |
| 70   | 董恂   | 江蘇江都   | 同治八年六月辛酉 （1869年7月29日）        | 兵部尚書       | 光緒八年正月辛亥 （1882年3月13日）        | 休               |
| 71   | 閻敬銘 | 陝西朝邑   | 光緒八年正月辛亥 （1882年3月13日）        | 前工部右侍郎   | 光緒十一年十一月癸亥 （1886年1月3日）     | 遷東閣大學士     |
| 72   | 翁同龢 | 江苏常熟   | 光緒十一年十一月癸亥 （1886年1月3日）     | 工部尚書       | 光緒二十四年四月己酉 （1898年6月15日）    | 解               |
| 73   | 王文韶 | 浙江上虞   | 光緒二十四年五月丁巳 （1898年6月23日）    | 直隸總督       | 光緒二十六年十月癸丑 （1900年12月6日）    | 遷體仁閣大學士   |
| 74   | 鹿傳霖 | 直隶定兴   | 光緒二十六年十月癸丑 （1900年12月6日）    | 禮部尚書       | 光緒三十年七月庚辰 （1904年8月14日）      | 改署理工部尚書   |
| 75   | 趙爾巽 | 汉军正蓝旗 | 光緒三十年七月庚辰 （1904年8月14日）      | 湖南巡撫       | 光緒三十一年四月丙午 （1905年5月7日）     | 改盛京將軍       |
| 76   | 張百熙 | 湖南長沙   | 光緒三十一年四月丙午 （1905年5月7日）     | 吏部尚書       | 光緒三十二年九月甲寅 （1906年11月6日）    | 改郵傳部尚書     |
| 序号 | 姓名   | 籍贯       | 上任时间                                  | 任前职务       | 卸任时间                                  | 卸任原因         |

## 度支部尚书
光緒三十二年九月二十日（1906年11月6日）改組，次日全部任命，户部改为度支部，設尚書一員，不分滿漢。
| 序号 | 姓名 | 籍贯   | 上任时间                               | 任前职务     | 卸任时间                               | 卸任原因       |
| ---- | ---- | ------ | -------------------------------------- | ------------ | -------------------------------------- | -------------- |
| 1    | 溥頲 | 宗室   | 光緒三十二年九月甲寅 （1906年11月6日） | 察哈爾都統   | 光緒三十三年四月丁卯 （1907年5月18日） | 改農工商部尚書 |
| 2    | 載澤 | 鎮國公 | 光緒三十三年四月丁卯 （1907年5月18日） |              | 宣統三年九月乙亥 （1911年11月1日）     | 奕劻內閣解散   |
| 3    | 嚴修 | 天津   | 宣統三年九月乙亥 （1911年11月1日）     | 前戶部左侍郎 | 宣统三年十二月戊午 （1912年2月12日）   | 清朝覆滅       |
| 序号 | 姓名 | 籍贯   | 上任时间                               | 任前职务     | 卸任时间                               | 卸任原因       |